# 1531 en arts plastiques
| Années des arts plastiques : 1528 - 1529 - 1530 - 1531 - 1532 - 1533 - 1534    |
| Décennies des arts plastiques : 1500 - 1510 - 1520 - 1530 - 1540 - 1550 - 1560 |

Cette page concerne l'année 1531 en arts plastiques.

## Œuvres

Vénus et l’Amour, toile de Lucas Cranach l'Ancien.

- Les Trois Grâces, tableau de Lucas Cranach l'Ancien.

## Naissances
- 15 décembre : Bernardo Buontalenti, architecte, sculpteur et peintre italien († 6 juin 1608),
- ? :
  - Georges Reverdy, graveur sur bois et sur cuivre français († 1570),
  - Maso da San Friano, peintre italien de l'école florentine du Cinquecento († 1571),
  - Alonso Sánchez Coello, peintre espagnol († 8 août 1588).
  - Francesco Mosca (dit Moschino), sculpteur italien († 1578).

## Décès
- 21 janvier : Andrea del Sarto, peintre florentin (° 1486),
- ? :
  - Hans Burgkmair, peintre et graveur sur bois allemand (° 1473),
  - Giovannello da Itala, peintre italien (° 1504),
  - Diogo de Arruda, architecte et sculpteur portugais (° vers 1470),
  - Pietro Grammorseo, peintre d'origine flamande, actif en Italie au début du XVIe siècle (° ?),
  - Hans Leinberger, sculpteur allemand (° vers 1480).